# Nullius in verba

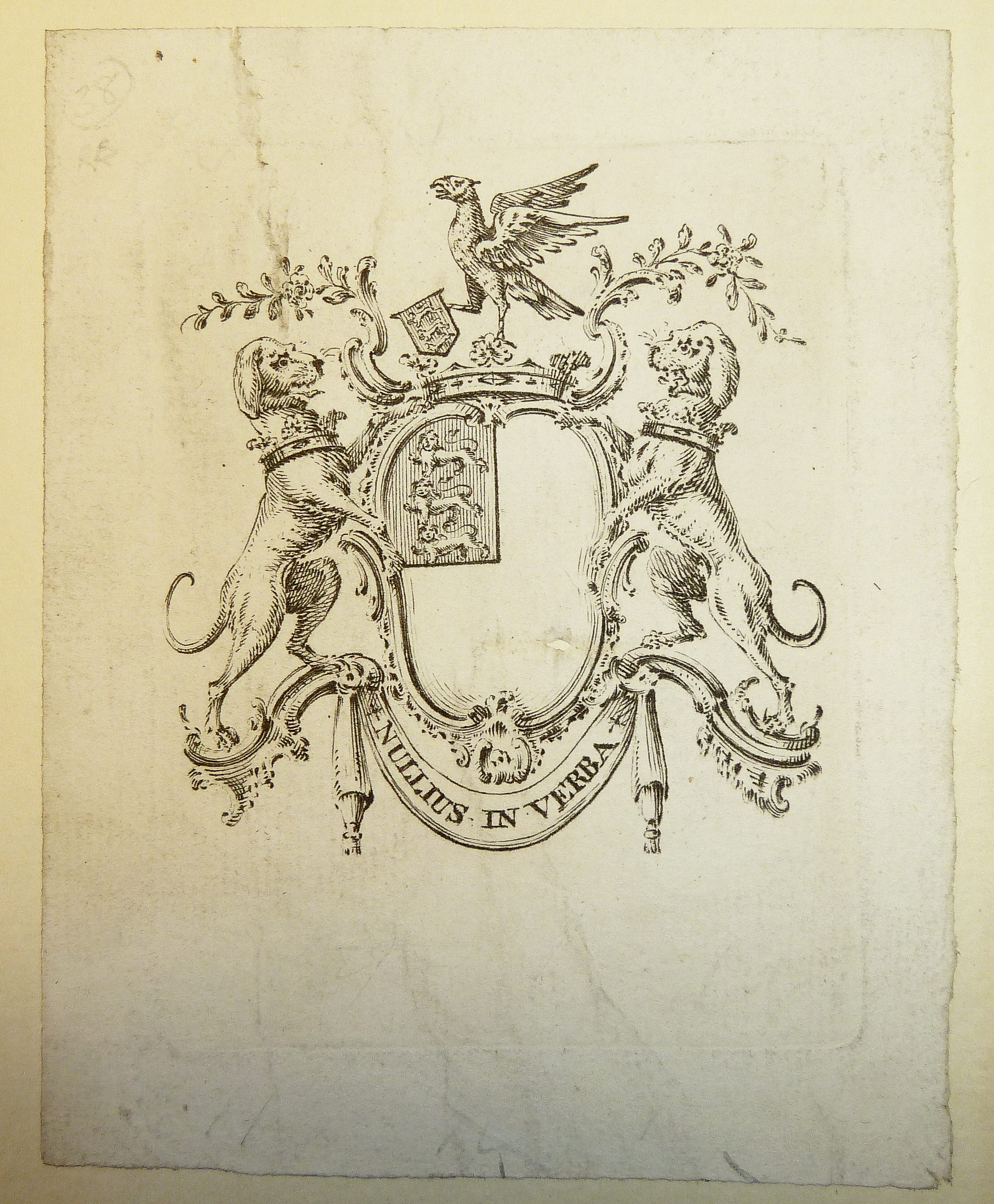
Ex libris con il motto della Royal Society.

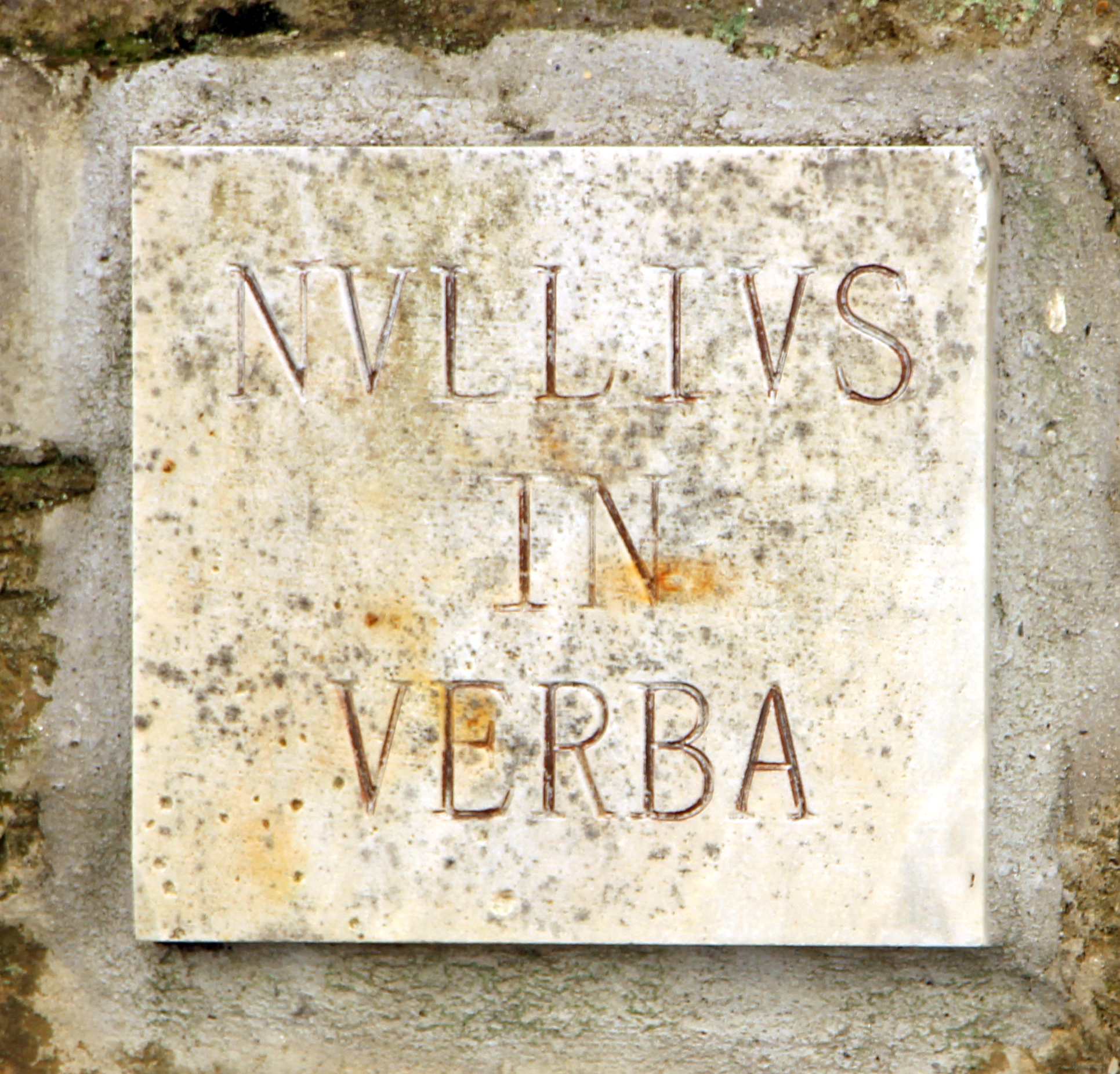
Lapide col motto nei pressi della casa di Galileo Galilei a Firenze

Nullius in verba, frase latina per "(non dar fiducia) alle parole di nessuno", è il motto della Royal Society, che allude alla determinazione dei fondatori nello stabilire i fatti secondo il metodo sperimentale e nel procedere della scienza in modo oggettivo, ignorando l'influenza della politica o della religione. Fu scelto come motto della società, al momento della fondazione, da John Aubrey.

## Origine
La frase fu tratta da una delle Epistole di Orazio, in un passaggio in cui l'autore si paragona a un gladiatore che, essendosi ritirato dalle arene, è libero dal controllo di qualsiasi padrone: "Nullius addictus iurare in verba magistri, quo me cumque rapit tempestas, deferor hospes". ["Non (essendo) costretto a giurare (fedeltà) alle parole di alcun maestro, dovunque mi trascini la tempesta, io mi ritrovo ospite"].

## Omaggi
11059 Nulliusinverba è il nome di un asteroide della fascia principale.